# Pastis

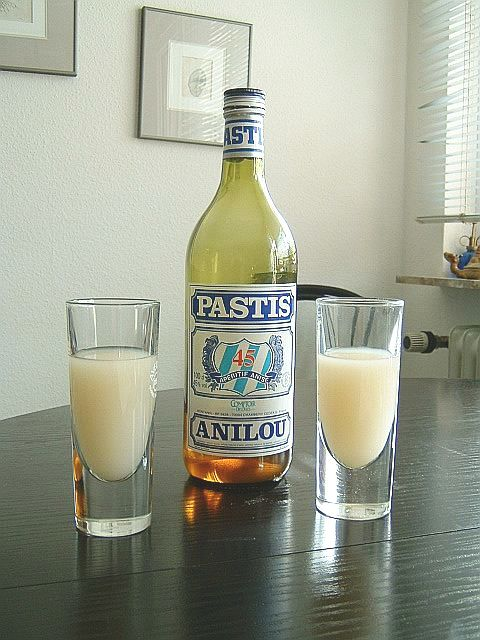
Pastisflasche mit gefüllten Gläsern

Pastis (aus dem Provenzalischen pastís ‚Mischung‘) ist eine Spirituose aus Anis mit Ursprung in Frankreich und enthält typischerweise 40 bis 45 Volumenprozent Alkohol. Grundzutat war ursprünglich Anis. Doch wird meist der aus China und Vietnam stammende Sternanis verwendet. Weitere Zutaten sind Zucker, Fenchelsamen, Süßholzwurzeln, verschiedene andere Kräuter (wie Thymian, Salbei, Beifuß, Bohnenkraut, Kreuzkümmel, Tausendgüldenkraut), Wasser und Alkohol.

## Geschichte
Pastis gilt als typisch französischer Schnaps, der vor allem im Süden Frankreichs verbreitet ist. Tatsächlich handelt es sich um eine relativ junge Entwicklung. Im März 1915 wurden Herstellung, Vertrieb und Konsum der Thujon-haltigen Kräuterspirituose Absinth sowie von ähnlichen Spirituosen, beispielsweise den Anislikören, verboten. In der Provence stellten Bauern heimlich einen Ersatz für den verbotenen Absinth her. Sein Name stammt vom okzitanischen Wort pastís ab, beziehungsweise vom französischen pastiche, was ‚Nachahmung‘ bedeutet. Erst 1922 wurde in Frankreich gesetzlich anerkannt, dass Anisliköre im Unterschied zu Absinth bis auf den Alkohol unschädlich seien und somit wieder erlaubt waren. In Frankreich war der Alkoholgehalt ursprünglich auf 30 Vol.-% beschränkt, bereits ab dem Jahre 1922 waren dort allerdings 40 Vol.-%, seit 1938 45 Vol.-% erlaubt.

## Verkehrsbezeichnung
Für den Binnenmarkt der EU sind Verkehrsbezeichnungen von Pastis in der EU-Spirituosenverordnung definiert als eine Untergruppe der Spirituosenkategorie Spirituosen mit Anis. Die Aromatisierung mit pflanzlichen Extrakten kann demnach nach verschiedenen Verfahren oder Kombinationen daraus erfolgen:
- Mazeration und/oder Destillation,
- erneute Destillation des Alkohols unter Zusatz von Samen oder anderen Teilen von Anis, Sternanis, Fenchel oder anderen Pflanzen im Wesentlichen gleichen Aromas,
- Beigabe von natürlichen destillierten Extrakten von Anispflanzen.

Weitere natürliche Pflanzenextrakte oder -samen sind erlaubt, soweit der Anisgeschmack vorherrschend bleibt.
Pastis darf die Spirituose jedoch nur heißen, wenn sie außerdem natürliche Extrakte aus Süßholz (Glycyrrhiza glabra) und mehr Alkohol enthält, nämlich
- je Liter
  - Glycyrrhizinsäure zwischen 0,05 Gramm und 0,5 Gramm,
  - höchstens 100 Gramm Invertzucker und
  - Anethol zwischen 1,5 und 2,0 Gramm
- bei einem Mindestalkoholgehalt von 40 Volumenprozent[3].

### Pastis de Marseille
So heißt Pastis mit eigenen Merkmalen, nämlich einem Anetholgehalt zwischen 1,9 und 2,1 Gramm je Liter, einem Mindestalkoholgehalt von 45 Vol.-% und insgesamt ausgeprägterem Anisgeschmack.

## Servieren
Pastis wird traditionell mit (Eis-)Wasser (5–6 Teile Wasser auf einen Teil Pastis) getrunken. Die dabei auftretende Verdünnung sorgt dafür, dass zuvor im Alkohol gelöste ätherische Öle unlöslich werden. Die Farbe des eigentlich dunkelgelben bis bronzefarbenen Schnapses schlägt so in ein opaleszierendes, milchiges Weißgelb (Louche-Effekt) um. Die gelbe Farbe von unverdünntem Pastis ist z. T. auf künstliche Farbstoffe zurückzuführen. Daneben gibt es farblosen Pastis. Einzelne Hersteller wie Distillerie Janot führen auch blaue Varianten in ihrem Sortiment.

## Variationen
Neben der Mischung mit Wasser gibt es die Zubereitung als Longdrink mit Cola, Bitter Lemon, Champagner oder Orangensaft.
Eine andere, vor allem im Süden Frankreichs beliebte Variante ist das Versehen des mit Wasser und Eis angerichteten Pastis mit einem Schuss Sirup oder Likör, der neben einer geschmacklichen auch eine farbliche Note setzt. Pastis mit grünem Minzsirup wird beispielsweise als „Perroquet“ (Papagei) bezeichnet, Pastis mit rotem Grenadinesirup als „Tomate“, Pastis mit Erdbeersirup als „Rourou“, und Pastis mit milchigweißem Mandelmilchsirup als „Mauresque“ (Maurin oder maurisch).

## Marken
Neben den industriellen Produzenten der beiden Marken Ricard und Pastis 51 gibt es kleinere gewerbliche Produzenten, z. B. Duval, Casanis, Berger, Un Marseillais oder Henri Bardouin. Meistens handelt es sich um Destillerien, die neben Bränden und Likören ihren Pastis oder Apéritif anisé herstellen. Ihr Erfolg hat die großen Erzeuger animiert, neben ihren Standardprodukten gehobene Varianten anzubieten. Dabei ist Pernod ein Apéritif anisée und kein Pastis, da er nicht den geforderten Gehalt an Süßholzextrakten erreicht.

## Pastis in der Küche
Pastis eignet sich zur Verwendung bei Suppen und anderen Speisen. Der deutsche Foodstylist Stevan Paul schreibt zur Verwendung von Pastis beim Kochen:
„Tomatensuppen schmecken plötzlich ungeahnt raffiniert, sensationell gelingen gebratene Steinpilze mit einem Spritzer Pastis, unverzichtbar ist er zur Abrundung von Fischfonds und Fischsuppen.“